# Stenochilus hobsoni
Stenochilus hobsoni és una espècie d'aranyes araneomorfs de la família dels estenoquílids (Stenochilidae). Fou descrita per primera vegada per Octavius Pickard-Cambridge, l'any 1871. Aquesta espècie és anomenada així en honor de Julian Hobson de H.M. Staff Corps.
Aquesta espècie és endèmica de l'Índia. Es troba al Tamil Nadu, a Andhra Pradesh, al Karnataka i al Maharashtra.
Els mascles descrits per Platnick i Shadab l'any 1974 mesuren de 4,82 a 7,42 mm i les femelles de 5,67 a 6,62 mm.